# Unione Sportiva Alessandria Calcio 1995-1996
Questa pagina raccoglie i dati riguardanti l'Unione Sportiva Alessandria Calcio nelle competizioni ufficiali della stagione 1995-1996.

## Avvenimenti
- 28 luglio 1995: l'Alessandria fece il suo esordio stagionale al Moccagatta ospitando in amichevole il Milan; fu sconfitta per 0-3 davanti ad undicimila spettatori[1]. La dirigenza non nascondeva di ambire ai vertici della C1: il giorno 24 si era presentata al ritiro di Pianfei una rosa fortemente rinnovata, che contava undici nuovi acquisti[2]. La Stampa metteva in evidenza il ritorno, dopo sei stagioni, di Ferrarese, e gli arrivi del regista Fontana dal Padova di Serie A[2], della punta Fresta, che «aveva contribuito all'ascesa in B dell'Avellino», dell'attaccante della Primavera della Fiorentina Giraldi, della bandiera della Reggina Mariotto[3]. Confermato l'allenatore Motta[2].
- 10 agosto 1995: venne sorteggiato il calendario del campionato, che «sorrideva in avvio» all'Alessandria, mettendole di fronte due neopromosse nelle prime due giornate, e che prevedeva un girone di ritorno «in salita»[4]. In virtù del mercato, i grigi venivano annoverati tra le candidate alla promozione: «nel suo girone soltanto la SPAL ha attuato una rivoluzione ancora più radicale». Mandrogni ed estensi, con Fiorenzuola, Como e Monza, erano considerati principali avversari del Ravenna, grande favorito della vigilia[5].
- 1º ottobre: la sconfitta di Empoli relegò l'Alessandria al terzultimo posto, a dieci punti dalla vetta occupata dal Montevarchi, con Modena e Ravenna ad inseguire. L'avvio era stato più difficile del previsto: caduta al debutto sul campo della capolista, la compagine in maglia cinerina a settembre aveva faticato sia in campionato (dove perse, tra l'altro, lo scontro diretto di Fiorenzuola) che in Coppa Italia di Serie C (da cui eliminò, non senza patemi, due formazioni di C2). La Stampa riferì della «prova catastrofica dei mandrogni in Toscana, che dimenticarono addirittura le giocate più elementari»[6], venendo sopraffatti dal «monologo della compagine azzurra» rimasta in inferiorità numerica per tutto il secondo tempo[7]. Per questa prestazione, la posizione di Motta fu messa pesantemente in discussione[6].
- 22 novembre: l'eliminazione dalla Coppa seguì di pochi giorni il secondo rovescio interno consecutivo in campionato, contro la Carrarese. Pur continuando a mostrare alcuni difetti («Poche le reti realizzate, troppe quelle subite [...], la compagine è più volte colta da improvvisi attimi di annebbiamento, tanto da concedersi bellamente all'avversario di turno»)[8], nel corso del mese precedente l'Alessandria aveva recuperato posizioni in classifica, racimolando anche i primi punti esterni anche grazie ad alcuni innesti indovinati (tra cui quello dell'esperto centrocampista Notaristefano e del tornante Matteo Rossi)[9]. Alla sconfitta del Moccagatta contro il Novara, formazione di C2, seguì il cambio di guida tecnica, già paventato alcuni giorni prima: a sostituire Motta, contestato dai tifosi, fu chiamato l'esperto Enzo Ferrari[10]. In campionato, dopo dodici giornate, l'Alessandria, era decima, a otto punti dalle vedette Fiorenzuola e SPAL: cinque punti la separavano dal quinto posto, mentre la zona play-out era a tre lunghezze.
- 30 dicembre: Alessandria-Prato, gara che chiudeva il girone d'andata, venne rinviata per neve. La classifica vedeva i grigi, con una gara da recuperare, fermi a 20 punti, in ritardo di tredici lunghezze sulla capolista Ravenna e di otto sul Fiorenzuola, sceso al quinto posto. Il Saronno, quattordicesimo, era a quota 18[11]. Il nuovo allenatore lavorò soprattutto sulla «personalità» e sulla «mentalità», ma rilevò ancora «molti errori» che non permisero alla squadra di guadagnare terreno in classifica[12]; insufficiente era risultato, fino a quel momento, il rendimento del reparto offensivo, con sole 12 reti segnate (solo Massese e Spezia avevano segnato meno)[13].
- 7 gennaio 1996: anche la partita interna contro il Montevarchi della prima giornata di ritorno, venne rinviata. La settimana successiva l'Alessandria pareggiò a Brescello, mostrando una «condizione ritrovata»; dopo la partita fu perfezionato l'ingaggio del terzino Benedetti, svincolatosi dalla Roma, e il presidente Amisano ribadì i propositi di play-off[14].
- 28 gennaio: i grigi pareggiarono in casa del fanalino di coda Spezia, facendosi rimontare due reti nel finale di gara. Le critiche degli addetti ai lavori e l'«ormai abituale contestazione» dei tifosi[15] indussero la dirigenza ad entrare in silenzio stampa[16]; intanto Ferrari e il direttore sportivo Melani vennero confermati per la stagione 1996-1997[17]. Nel mese successivo, complici vari infortuni, i risultati continuarono ad essere altalenanti: la sconfitta di Modena del 18 febbraio avvicinò nuovamente i grigi ai play-out[15].
- 31 marzo: la terza vittoria esterna consecutiva, sul campo della capolista Ravenna, chiuse un mese positivo per l'Alessandria, che raccogliendo undici punti in cinque partite salì a quota 37 e si ritrovò ottava, a quattro lunghezze dalla quarta piazza (occupata dal Monza) e a tre dalla quinta (condivisa da Como e Fiorenzuola); il pareggio interno col Leffe della settimana successiva avrebbe complicato la rincorsa. Il cronista della Stampa Massimo Delfino elogiò il lavoro di Ferrari, scrivendo che al Benelli «i mandrogni mostrarono compattezza, spirito di sacrificio e un'invidiabile freschezza atletica»[18].
- 5 maggio: con un gol di Ferrarese, l'Alessandria sconfisse la SPAL seconda in classifica, in una gara celebrata nel 2012 dalla giornalista Mimma Caligaris per la qualità della tattica[16]. La squadra apparve in continua crescita, mostrandosi «pratica, vincente e capace di divertire i cinquemila spettatori»[19]. Nel corso della domenica, per la prima volta i grigi si ritrovarono quinti, prima che la vittoria in extremis del Fiorenzuola sull'Empoli la relegasse settima, a ridosso della zona play-off, a tre gare dal termine. Il Ravenna aveva ormai nettamente staccato il gruppo delle inseguitrici, e si apprestava a vincere il torneo.
- 19 maggio: il pareggio interno contro il pericolante Saronno compromise la rincorsa ai play-off. La settimana successiva l'Alessandria espugnò Prato e chiuse settima (miglior posizione dell'ultimo ventennio), ad un punto da un gruppo di quarte (Monza, Como e Fiorenzuola) su cui vantava una classifica avulsa favorevole. Nel girone di ritorno la formazione grigia aveva collezionato 30 punti, un numero inferiore solamente a quelli del Ravenna (35) e della SPAL (32), ed un'unica sconfitta[20]. Le cause del mancato raggiungimento dell'obiettivo furono individuate in un tardivo cambio della guida tecnica, nella sterilità offensiva (28 reti in 34 gare, meglio solamente delle ultime quattro classificate)[20] e nel numero eccessivo d'infortuni dei titolari; ciò nonostante, la positiva «primavera della squadra mandrogna» dava idea «di essere un punto di partenza importante in prospettiva futura».[21].

## Divise e sponsor
Il fornitore ufficiale di materiale tecnico per la stagione 1995-1996 fu Diadora, mentre lo sponsor di maglia fu Cassa di Risparmio di Alessandria.
| 1ª divisa | 2ª divisa |

## Organigramma societario
Area direttiva
- Presidente: Gino Amisano
- Consiglieri: Fernando Cerafogli, Franco Gatti e Franco Pettazzi

Area organizzativa
- Segretario: Roberto Quirico
- Addetto stampa: Alberto Braggio

Area tecnica
- Direttore sportivo: Renzo Melani
- Allenatore: Gianfranco Motta, poi dal 23 novembre[23] Enzo Ferrari
- Allenatore in 2ª e «Berretti»: Antonio Colombo
- Preparatore atletico: Fulvio Massa

Area sanitaria
- Medico sociale: Giorgio Musiari
- Massaggiatore: Vincenzo Pescolla

## Rosa
| N. |                   | Ruolo | Calciatore             |
| -- | ----------------- | ----- | ---------------------- |
|    | Italia (bandiera) | P     | Luca Graziani          |
|    | Italia (bandiera) | P     | Paolo Toccafondi       |
|    | Italia (bandiera) | D     | Giuseppe Argentesi     |
|    | Italia (bandiera) | D     | Silvano Benedetti      |
|    | Italia (bandiera) | D     | Fabio Bonadei          |
|    | Italia (bandiera) | D     | Pierangelo Carletti    |
|    | Italia (bandiera) | D     | Maurizio Ferrarese     |
|    | Italia (bandiera) | D     | Enrico Gutili          |
|    | Italia (bandiera) | D     | Peter Livon            |
|    | Italia (bandiera) | D     | Maurizio Lizzani       |
|    | Italia (bandiera) | D     | Marcello Marchesi      |
|    | Italia (bandiera) | D     | Carlo Pascucci         |
|    | Italia (bandiera) | D     | Diego Carmine Zaccaria |
|    | Italia (bandiera) | C     | Salvatore Avallone     |
|    | Italia (bandiera) | C     | Andrea Amelio          |
|    | Italia (bandiera) | C     | Fabio Bello            |
|    | Italia (bandiera) | C     | Alessio Cappella       |

| N. |                   | Ruolo | Calciatore           |
| -- | ----------------- | ----- | -------------------- |
|    | Italia (bandiera) | C     | Gaetano Fontana      |
|    | Italia (bandiera) | C     | Daniele Giraldi      |
|    | Italia (bandiera) | C     | Massimo Mariotto     |
|    | Italia (bandiera) | C     | Egidio Notaristefano |
|    | Italia (bandiera) | C     | Matteo Rossi         |
|    | Italia (bandiera) | C     | Paolo Sacchetti      |
|    | Italia (bandiera) | C     | Vito Salierno        |
|    | Italia (bandiera) | C     | Gabriele Zanella     |
|    | Italia (bandiera) | C     | Manuel Vivani        |
|    | Italia (bandiera) | A     | Alessandro Damiani   |
|    | Italia (bandiera) | A     | Salvatore Fresta     |
|    | Italia (bandiera) | A     | Massimiliano Memmo   |
|    | Italia (bandiera) | A     | Fabio Nepa           |
|    | Italia (bandiera) | A     | Eros Antonio Piazza  |
|    | Italia (bandiera) | A     | Giovanni Rossi       |
|    | Italia (bandiera) | A     | Mauro Venturi        |

## Risultati

### Serie C1

#### Girone di andata
| Arbitro: | Castellani (Verona) |

|              |           |  |
| Scattini 26’ | Marcatori |  |

| Arbitro: | Linfatici (Viareggio) |

|           |           |              |
| Memmo 26’ | Marcatori | 48’ Tedeschi |

| Arbitro: | Baglioni (Prato) |

|             |           |  |
| Damiani 81’ | Marcatori |  |

| Arbitro: | Alban (Bassano del Grappa) |

|              |           |  |
| Clementi 50’ | Marcatori |  |

| Arbitro: | Paparesta (Bari) |

|           |           |              |
| Bello 56’ | Marcatori | 27’ Mantelli |

| Arbitro: | Sciamanna (Ascoli Piceno) |

|                          |           |  |
| Balesini 2’ Bonfanti 85’ | Marcatori |  |

| Arbitro: | Borelli (Roma) |

|              |           |  |
| G. Rossi 22’ | Marcatori |  |

| Monza 15 ottobre 1995 8ª giornata | Monza             | 0 – 0 referto | Alessandria | Stadio Brianteo\| Arbitro: \| Guiducci (Arezzo) \| |
| Arbitro:                          | Guiducci (Arezzo) |               |             |                                                    |

| Arbitro: | Manari (Teramo) |

|            |           |  |
| Fresta 15’ | Marcatori |  |

| Arbitro: | Cardella (Torre del Greco) |

|  |           |               |
|  | Marcatori | 63’ M. Tacchi |

| Arbitro: | Malatesta (Terni) |

|                             |           |                                      |
| Maffioletti 47’ Lanzara 90’ | Marcatori | 18’, 44’ M. Rossi 69’ (rig.) Fontana |

| Arbitro: | Silvestrini (Macerata) |

|              |           |                  |
| G. Rossi 37’ | Marcatori | 59’, 90’ Benfari |

| Carpi 26 novembre 1995 13ª giornata | Carpi              | 0 – 0 referto | Alessandria | Stadio Sandro Cabassi\| Arbitro: \| Apricena (Firenze) \| |
| Arbitro:                            | Apricena (Firenze) |               |             |                                                           |

| Arbitro: | Gregoroni (Napoli) |

|                            |           |  |
| Guerzoni 43’ Anaclerio 90’ | Marcatori |  |

| Arbitro: | Tripaldi (Potenza) |

|                         |           |  |
| Gutili 21’ M. Rossi 23’ | Marcatori |  |

| Arbitro: | Papini (Perugia) |

|                   |           |             |
| Lugnan 56’ (rig.) | Marcatori | 8’ M. Rossi |

| Arbitro: | Ciulli (Roma) |

|  |           |                              |
|  | Marcatori | 18’ (rig.), 44’ De Francesco |

#### Girone di ritorno
| Arbitro: | Alario (Civitavecchia) |

|             |           |             |
| Pompini 52’ | Marcatori | 55’ Fontana |

| Arbitro: | Strocchia (Nola) |

|                      |           |                        |
| Ghirardello 84’, 90’ | Marcatori | 77’ Memmo 80’ G. Rossi |

| Alessandria 4 febbraio 1996 20ª giornata | Alessandria      | 0 – 0 referto | Fiorenzuola | Stadio Giuseppe Moccagatta\| Arbitro: \| Nucini (Bergamo) \| |
| Arbitro:                                 | Nucini (Bergamo) |               |             |                                                              |

| Arbitro: | Corda (Cagliari) |

|           |           |  |
| Fresta 9’ | Marcatori |  |

| Arbitro: | Gabriele (Frosinone) |

|                          |           |              |
| Caruso 27’ Melchiori 90’ | Marcatori | 60’ G. Rossi |

| Alessandria 25 febbraio 1996 23ª giornata | Alessandria         | 0 – 0 referto | Empoli | Stadio Giuseppe Moccagatta\| Arbitro: \| Preschern (Venezia) \| |
| Arbitro:                                  | Preschern (Venezia) |               |        |                                                                 |

| Arbitro: | Ferrarini (Parma) |

|  |           |           |
|  | Marcatori | 68’ Memmo |

| Arbitro: | N. Ayroldi (Molfetta) |

|             |           |         |
| Carletti 8’ | Marcatori | 6’ Erba |

| Arbitro: | Apricena (Firenze) |

|  |           |                       |
|  | Marcatori | 1’ G. Rossi 87’ Memmo |

| Arbitro: | Vendramin (Castelfranco Veneto) |

|  |           |            |
|  | Marcatori | 5’ Fontana |

| Arbitro: | Alario (Civitavecchia) |

|                   |           |                |
| Notaristefano 69’ | Marcatori | 80’ Ferraresso |

| Carrara 14 aprile 1996 29ª giornata | Carrarese        | 0 – 0 referto | Alessandria | Stadio dei Marmi\| Arbitro: \| Paparesta (Bari) \| |
| Arbitro:                            | Paparesta (Bari) |               |             |                                                    |

| Arbitro: | Urbano (Carbonia) |

|                       |           |  |
| Memmo 71’ Fontana 89’ | Marcatori |  |

| Arbitro: | Acronzio (Teramo) |

|               |           |  |
| Ferrarese 70’ | Marcatori |  |

| Arbitro: | Ingenito (Nocera Inferiore) |

|           |           |              |
| Corti 79’ | Marcatori | 53’ M. Rossi |

| Alessandria 19 maggio 1996 33ª giornata | Alessandria                | 0 – 0 referto | Saronno | Stadio Giuseppe Moccagatta\| Arbitro: \| Cardella (Torre del Greco) \| |
| Arbitro:                                | Cardella (Torre del Greco) |               |         |                                                                        |

| Arbitro: | Capozzi (Vicenza) |

|  |           |            |
|  | Marcatori | 90’ Fresta |

### Coppa Italia Serie C

#### Primo turno
| Vercelli 20 agosto 1995 | Pro Vercelli       | 0 – 0 referto | Alessandria | Stadio Leonida Robbiano\| Arbitro: \| Esposito (Venezia) \| |
| Arbitro:                | Esposito (Venezia) |               |             |                                                             |

| Arbitro: | Manganelli (Milano) |

|                        |           |             |
| Gutili 33’ Giraldi 80’ | Marcatori | 62’ Monetta |

#### Secondo turno
| Alessandria 13 agosto 1993 | Alessandria     | 0 – 0 referto | Solbiatese | Stadio Giuseppe Moccagatta\| Arbitro: \| Cossero (Udine) \| |
| Arbitro:                   | Cossero (Udine) |               |            |                                                             |

| Arbitro: | Sirotti (Forlì) |

|  |           |             |
|  | Marcatori | 64’ Venturi |

#### Terzo turno
| Arbitro: | Soffritti (Ferrara) |

|            |           |             |
| Scotti 90’ | Marcatori | 56’ Venturi |

| Arbitro: | Capozzi (Vicenza) |

|  |           |                        |
|  | Marcatori | 75’ Cau 90’ Borgobello |

## Statistiche

### Statistiche di squadra
| Competizione         | Punti | In casa | In casa | In casa | In casa | In casa | In casa | In trasferta | In trasferta | In trasferta | In trasferta | In trasferta | In trasferta | Totale | Totale | Totale | Totale | Totale | Totale | DR |
| Competizione         | Punti | G       | V       | N       | P       | Gf      | Gs      | G            | V            | N            | P            | Gf           | Gs           | G      | V      | N      | P      | Gf     | Gs     | DR |
| -------------------- | ----- | ------- | ------- | ------- | ------- | ------- | ------- | ------------ | ------------ | ------------ | ------------ | ------------ | ------------ | ------ | ------ | ------ | ------ | ------ | ------ | -- |
| Serie C1             | 50    | 17      | 7       | 7       | 3       | 14      | 9       | 17           | 5            | 7            | 5            | 14           | 15           | 34     | 12     | 14     | 8      | 28     | 24     | +4 |
| Coppa Italia Serie C |       | 3       | 1       | 1       | 1       | 2       | 3       | 3            | 1            | 2            | 0            | 3            | 2            | 6      | 2      | 3      | 1      | 5      | 5      | 0  |
| Totale               |       | 20      | 8       | 8       | 4       | 16      | 12      | 20           | 6            | 9            | 5            | 17           | 17           | 34     | 14     | 17     | 9      | 33     | 29     | +4 |

### Statistiche dei giocatori
| Giocatore        | Serie C1 | Serie C1 | Coppa Italia Serie C | Coppa Italia Serie C | Totale   | Totale |
| Giocatore        | Presenze | Reti     | Presenze             | Reti                 | Presenze | Reti   |
| ---------------- | -------- | -------- | -------------------- | -------------------- | -------- | ------ |
| A. Amelio        | -        | -        | 1                    | 0                    | 1        | 0      |
| G. Argentesi     | 30       | 0        | 5                    | 0                    | 35       | 0      |
| S. Avallone      | 28       | 0        | 5                    | 0                    | 33       | 0      |
| F. Bello         | 3        | 1        | 3                    | 0                    | 6        | 1      |
| S. Benedetti     | 14       | 0        | -                    | -                    | 14       | 0      |
| F. Bonadei       | 8        | 0        | 3                    | 0                    | 11       | 0      |
| A. Cappella      | 3        | 0        | 3                    | 0                    | 6        | 0      |
| P. Carletti      | 25       | 1        | 5                    | 0                    | 30       | 1      |
| A. Damiani       | 4        | 1        | 1                    | 0                    | 5        | 1      |
| M. Ferrarese     | 22       | 1        | 4                    | 0                    | 26       | 1      |
| G. Fontana       | 20       | 4        | 2                    | 0                    | 22       | 4      |
| S. Fresta        | 29       | 3        | 4                    | 0                    | 33       | 3      |
| D. Giraldi       | 15       | 0        | 3                    | 1                    | 18       | 1      |
| L. Graziani      | 2        | 0        | 4                    | -3                   | 6        | -3     |
| E. Gutili        | 26       | 1        | 6                    | 1                    | 32       | 2      |
| P. Livon         | 12       | 0        | -                    | -                    | 12       | 0      |
| M. Lizzani       | 6        | 0        | 1                    | 0                    | 7        | 0      |
| M. Marchesi      | 2        | 0        | -                    | -                    | 2        | 0      |
| M. Mariotto      | 29       | 0        | 5                    | 0                    | 34       | 0      |
| M. Memmo         | 27       | 5        | 6                    | 0                    | 33       | 5      |
| F. Nepa          | 2        | 0        | 1                    | 0                    | 3        | 0      |
| E. Notaristefano | 20       | 1        | 1                    | 0                    | 21       | 1      |
| C. Pascucci      | 6        | 0        | 4                    | 0                    | 10       | 0      |
| E. Piazza        | 0        | 0        | 1                    | 0                    | 1        | 0      |
| G. Rossi         | 21       | 5        | -                    | -                    | 21       | 5      |
| M. Rossi         | 23       | 5        | 1                    | 0                    | 24       | 5      |
| P. Sacchetti     | 9        | 0        | 4                    | 0                    | 13       | 0      |
| V. Salierno      | 6        | 0        | 2                    | 0                    | 8        | 0      |
| P. Toccafondi    | 34       | -24      | 2                    | -1                   | 36       | -25    |
| M. Venturi       | 11       | 0        | 4                    | 2                    | 15       | 2      |
| M. Vivani        | 27       | 0        | 5                    | 0                    | 32       | 0      |
| G. Zanella       | -        | -        | 1                    | 0                    | 1        | 0      |